# Intility Arena
El Intility Arena también referido Valle Hovin o Vålerenga Stadion es un estadio de fútbol situado en el barrio oriental de Valle-Hovin, en la ciudad de Oslo, Noruega. Es el nuevo estadio del Vålerenga Oslo IF que actualmente juega en la Eliteserien. La compra de los terrenos para el proyecto se hizo por una cantidad simbólica, por lo que fue necesaria la aprobación tanto del ayuntamiento de Oslo como de la Asociación Europea de Libre Comercio. Los planes del estadio fueron aprobados por el ayuntamiento de la ciudad en 2014, la construcción comenzó en agosto de 2015, y el estadio fue inaugurado en septiembre de 2017.